# 勒扎克萨
勒扎克萨（羅馬化：Rzhaksa）是俄罗斯坦波夫州的市级镇，为该州勒扎克萨区行政中心及规模最大聚居地。地处坦波夫州东南部，位于州府坦波夫东南方，附近城市有乌瓦罗沃。镇内设有同名铁路车站，位于坦波夫－巴拉绍夫线上。
建于19世纪，1968年设市级镇。该地2022年人口有4,052人；2010年人口5,196；2002年人口5,864；1989年人口6,164。